# Juni 1981
Portal Geschichte | Portal Biografien | Aktuelle Ereignisse | Jahreskalender | Tagesartikel

◄ |
19. Jahrhundert |
20. Jahrhundert
| 21. Jahrhundert

◄ |
1950er |
1960er |
1970er |
1980er
| 1990er | 2000er | 2010er | ►

◄ |
1977 |
1978 |
1979 |
1980 |
1981
| 1982 | 1983 | 1984 | 1985 | ►

◄ |
März 1981 |
April 1981 |
Mai 1981 |
Juni 1981 |
Juli 1981 |
August 1981 |
September 1981 |
►
Dieser Artikel behandelt aktuelle Nachrichten und Ereignisse im Juni 1981.

## Tagesgeschehen

### Dienstag, 2. Juni 1981
- Graz/Österreich: Der Grazer AK gewinnt das Rückspiel im Finale des ÖFB-Cups mit 2:1 nach Verlängerung gegen den SV Austria Salzburg und wird Österreichischer Fußballpokalsieger 1981.[1]

### Mittwoch, 3. Juni 1981
- Düsseldorf/Deutschland: Bei der 1. Fußball-Europameisterschaft für U-18-Mannschaften der UEFA gewinnt die Mannschaft der Bundesrepublik Deutschland im Finale gegen Polen 1:0.[2]

### Donnerstag, 4. Juni 1981
- Zürich/Schweiz: Der FC Zürich wird am vorletzten Spieltag Schweizer Fussballmeister 1981 durch ein Remis beim Titelkonkurrenten Grasshopper Club Zürich.[3]

### Freitag, 5. Juni 1981

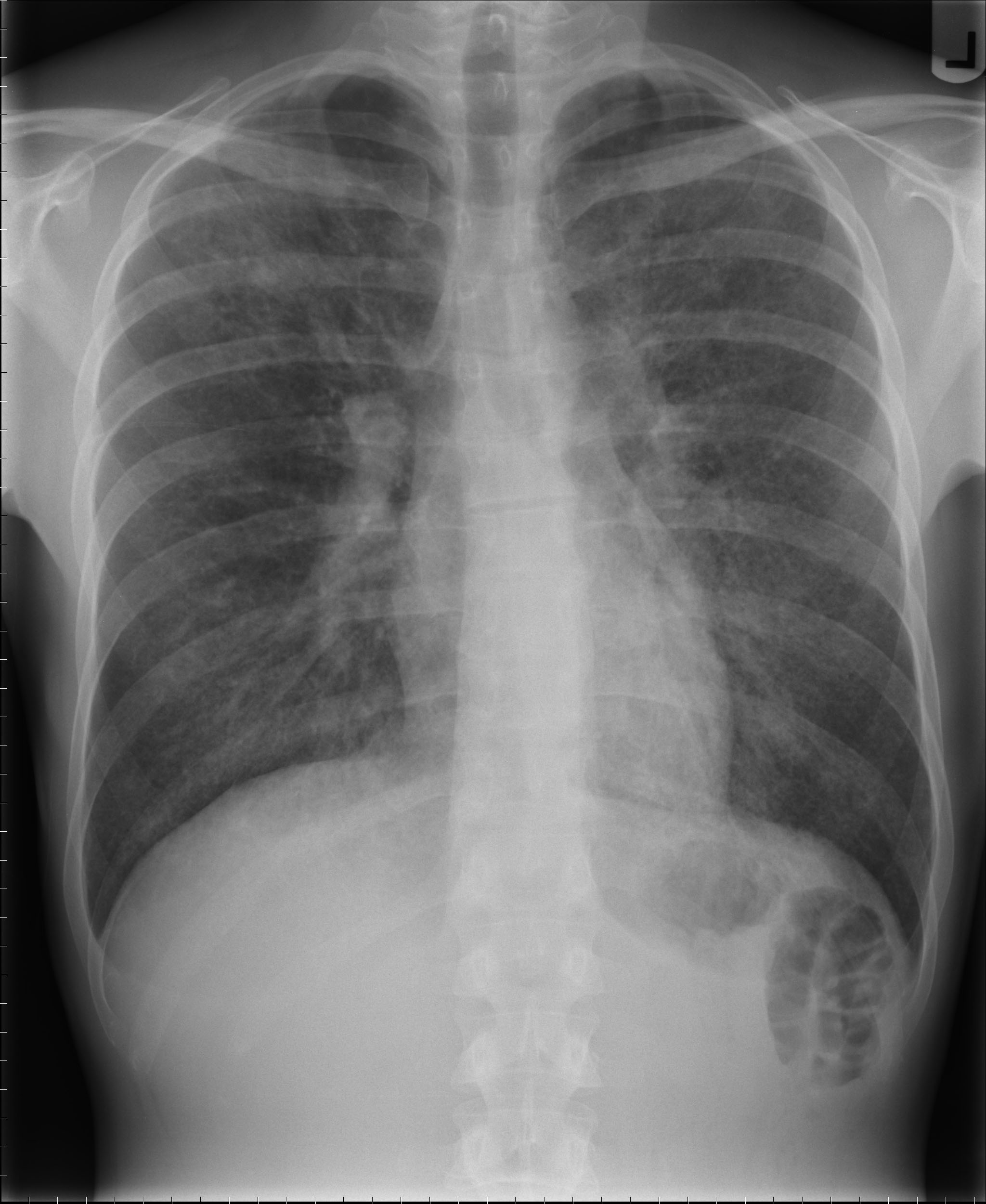
Eine atypische Lungenentzündung im Röntgenbild

- Druid Hills/Vereinigte Staaten: Die Zeitschrift Morbidity and Mortality Weekly Report berichtet, dass in Los Angeles zwei homosexuelle Männer an einer seltenen Form einer Lungenentzündung starben, die nach bisheriger Kenntnis nur bei Personen mit Immunschwäche auftritt. Drei weitere Männer mit identischer Erkrankung seien noch am Leben. Die Ursache für die Häufung wurde noch nicht festgestellt.[4]

### Samstag, 6. Juni 1981
- Mansi/Indien: Im nordindischen Bundesstaat Bihar setzt der Lokomotivführer eines Personenzugs beim Überqueren des Flusses Bagmati wegen einer Kuh eine Notbremsung in Gang, der Zug entgleist und fällt zum Großteil in den Fluss. Bei dem Unglück sterben mehrere hundert Insassen.[5]
- Mönchengladbach/Deutschland: Der FC Bayern München steht nach einem 4:1-Sieg bei Borussia Mönchengladbach vorzeitig als Deutscher Fußballmeister 1981 fest.[6]

### Sonntag, 7. Juni 1981
- Bagdad/Irak: Jagdbomber der Israelischen Verteidigungsstreitkräfte bombardieren in der Operation Opera die Kernkraftanlage Tammuz I. Das Reaktorgebäude wird zerstört. Elf Menschen kommen am Boden ums Leben.[7]
- Berlin/Deutschland: Im Finale des Fußballvereinspokals der DDR der Männer besiegt der 1. FC Lokomotive Leipzig den FC Vorwärts Frankfurt (Oder) mit 4:1.[8]
- New York/Vereinigte Staaten: Bei der 35. Verleihung des Tony Awards werden Jane Lapotaire und Ian McKellen jeweils für die beste Leistung in einer Hauptrolle in einem Theaterstück ausgezeichnet.[9]
- Verona/Italien: Der Italiener Giovanni Battaglin gewinnt die 64. Ausgabe des Rad-Etappenrennens Giro d’Italia. Es ist sein erster Gesamtsieg bei dieser Veranstaltung und der 49. eines Italieners.[10]

### Montag, 8. Juni 1981
- Bern/Schweiz: Der FC Lausanne-Sport gewinnt das Final im Schweizer Cup der Fussballer mit 4:3 nach Verlängerung gegen den FC Zürich.[11]

### Donnerstag, 11. Juni 1981
- Berlin/Deutschland: Das Abgeordnetenhaus der Stadt und des Landes Berlin wählt Richard von Weizsäcker (CDU) mit den Stimmen der Regierungspartei CDU sowie der FDP-Fraktion erstmals zum Regierenden Bürgermeister. Damit löst die FDP ihr Versprechen ein, eine Minderheitsregierung der Christdemokraten zu tolerieren.[12]

### Sonntag, 14. Juni 1981

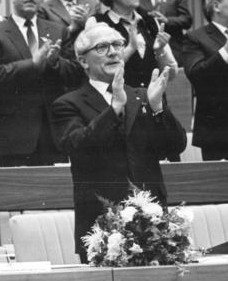
Erich Honecker, die Führungsperson in der SED und der DDR

- Berlin/Deutschland: Bei der Wahl zur Volkskammer, dem Parlament der DDR, werden 99,86 % der abgegebenen Stimmen als Zustimmung für die Liste der Kandidaten der Nationalen Front gewertet und der in der Verfassung der DDR verankerte Führungsanspruch der SED gilt formal als vom Volk bestätigt.[13]
- Bern/Schweiz: Der Gegenentwurf der Vorlage der Eidgenössischen Volksinitiative „Gleiche Rechte für Mann und Frau“ kommt zur Abstimmung. Die teilnehmenden Stimmberechtigten votieren mit großer Mehrheit für die Verankerung der Gleichstellung beider Geschlechter in der Bundesverfassung.[14]
- Paris/Frankreich: In der ersten Runde der vorgezogenen Parlamentswahl liegen die Sozialistische Partei und die Radikale Partei der Linken mit 37,5 % der Stimmen in der Wählergunst vorn. Seit Bestehen der so genannten „Fünften Republik“ ab 1958 gehörte der Premierminister von Frankreich nie einer Partei an, die sich als sozialistisch bezeichnet. Der Zweite Wahlgang am 21. Juni wird zeigen, ob es dabei bleibt.[15]
- Plowdiw/Bulgarien: Die spezialisierte Weltausstellung Expo 1981 zum Thema Jagd wird eröffnet. Sie soll rund einen Monat andauern und wurde vom Bureau International des Expositions in Paris offiziell anerkannt.[16]

### Mittwoch, 17. Juni 1981
- Hamburg/Deutschland: Der 19. Deutsche Evangelische Kirchentag beginnt. Er steht unter dem Motto: „Fürchte dich nicht.“ Zu den geplanten Friedensdemonstration am 20. Juni erwarten die Veranstalter mehrere zehntausend Menschen.[17]

### Freitag, 19. Juni 1981
- Zürich/Schweiz: Die Gesamtwertung der Rad-Rundfahrt Tour de Suisse gewinnt erstmals Beat Breu. Er ist der zwölfte Schweizer in der Siegerliste der Veranstaltung.[18]

### Samstag, 20. Juni 1981
- Wien/Österreich: Der FK Austria Wien besiegt am letzten Spieltag der Saison 80/81 den Grazer AK mit 6:1 und wird zum vierten Mal in Folge Österreichischer Fußballmeister.[19]

### Sonntag, 21. Juni 1981
- Paris/Frankreich: Nach der zweiten Runde der Neuwahlen zum Parlament steht die Sozialistische Partei als Wahlgewinner fest. Sie erhält 285 Mandate, das bedeutet einen Zuwachs von 152,2 %. Die ehemals stärkste Partei, die Sammlungsbewegung für die Republik, erreicht 88 Mandate und fällt auf Rang 2 zurück.[20]

### Mittwoch, 24. Juni 1981

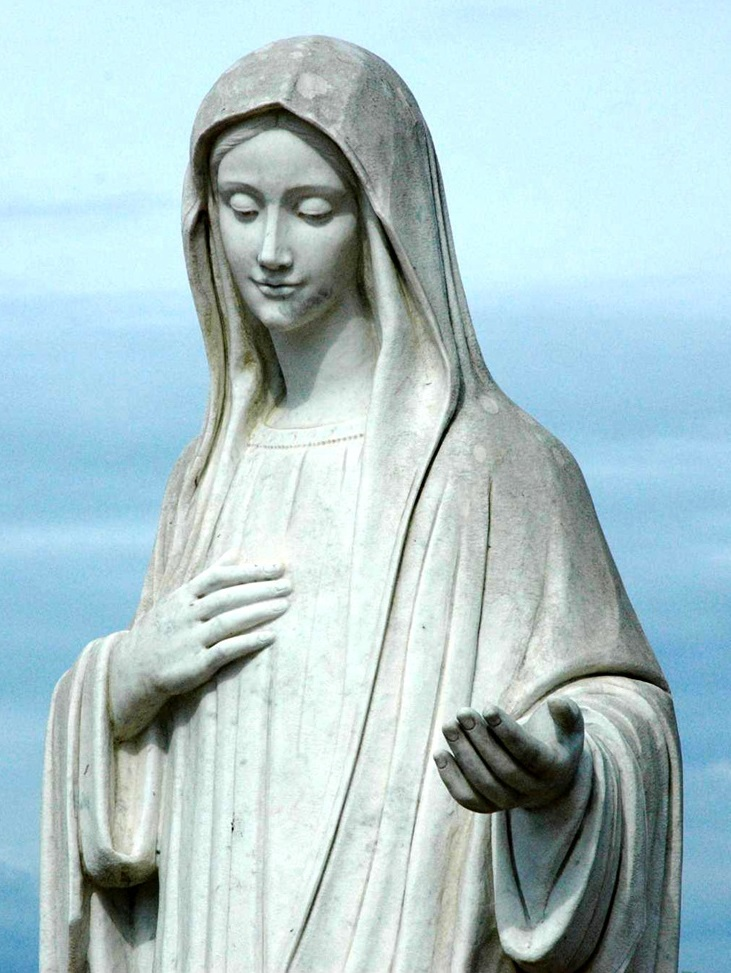
Statue der Jungfrau Maria in Međugorje

- Međugorje/Jugoslawien: Mehrere Jugendliche glauben, eine „Lichtgestalt“ ausgemacht zu haben. Eine von ihnen erblickt in dem Licht eine Muttergestalt, die sie als „Mutter Gottes“ beschreibt. In der Folge der Marienerscheinung entwickelt sich der Ort zu einem Pilgerziel.

### Donnerstag, 25. Juni 1981
- Braunschweig/Deutschland: Der Unternehmer Hannsheinz Porst, seit April Eigentümer des angeschlagenen Herstellers von Fotoapparaten Rollei-Werke Franke & Heidecke GmbH & Co. KG, stellt für diese Firma einen Antrag auf Vergleich beim Amtsgericht. Das Land Niedersachsen und die Norddeutsche Landesbank waren nicht mehr bereit, frisches Geld in das Unternehmen fließen zu lassen.[21]

### Freitag, 26. Juni 1981
- Berlin/Deutschland: Bei der Verleihung des Deutschen Filmpreises wird u. a. der Schauspieler Rolf Zacher für seine darstellerische Leistung im Film Endstation Freiheit mit dem Filmband in Gold ausgezeichnet.[22]

### Sonntag, 28. Juni 1981
- Klagenfurt/Österreich: Der Schweizer Schriftsteller Urs Jaeggi gewinnt mit dem Text Ruth den Ingeborg-Bachmann-Preis 1981.[23]